# Oblasy (Silésie)
Pour les articles homonymes, voir Oblasy.
Oblasy est une localité polonaise de la gmina de Koniecpol, située dans le powiat de Częstochowa en voïvodie de Silésie.